# يلا (أغنية إينا)
يلا (بالإنجليزية: Yalla)‏ هي أغنية المغنية الرومانية إينا، والتي أصدرت في 3 نوفمبر 2015،
الأغنية من تأليف مارسيل بوتيزان وسيباستيان باراك ونادر تموز أوغسطين، ولأول مرة على قناة يوتيوب اينا في يوم 12 نوفمبر عام 2015 جمع كليبها –اعتبارًا من 12 سبتمبر 2019– أكثر من 347 مليون مشاهدة، وقد خلف ردود أفعال جيدة.

## الفيديو كليب
صدر الفيديو كليب لأغنية «يلا» في 12 نوفمبر 2015 على قناة يوتيوب (INNA)، حيث أنها جمعت أكثر من 28 مليون مشاهدة اعتبارا من شهر فبراير عام 2016. الأغنية مع الفيديو كليب مدتها 3 دقائق و16 ثانية، وتم تصوير العمل في مدينة مراكش المغربية.
ويحتوي الفيديو على الرقصات الشرقية بازار فيه الطابع العربي في مناظر خاصة وتتجلى في الطبيعة المغربية من بنيان وعمران وطبيعة صحراوية، والتي تتجلى خصوصا في الصحراء المغربية الوسطى.
وتظهر قصة الكليب اينا تطارد من قبل شاب مغربي في في طابع رومانسي جميل، بحيث أبرزت إينا في اغنيتها اللهجة المغربية والتي تقنتها جيدا.

## الأغنية حسب النوع
Yalla (Official versions and remixes)
1. "Yalla (Play & Win Radio Edit Version)" – 2:50
2. "Yalla (Play & Win Extended Version)" – 4:03
3. "Yalla (Armageddon Turk Remix)" – 3:31
4. "Yalla (Deepierro & Offir Malol Remix)" – 3:15
5. "Yalla (DJ Asher & ScreeN Remix)" – 3:55
6. "Yalla (Leeyou & Danceey Remix)" – 3:12
7. "Yalla (DJ Amine Radi Moroccan Remix)" – 3:58
8. "Yalla (Thrace Remix)" – 3:05